# Aldea del Rey

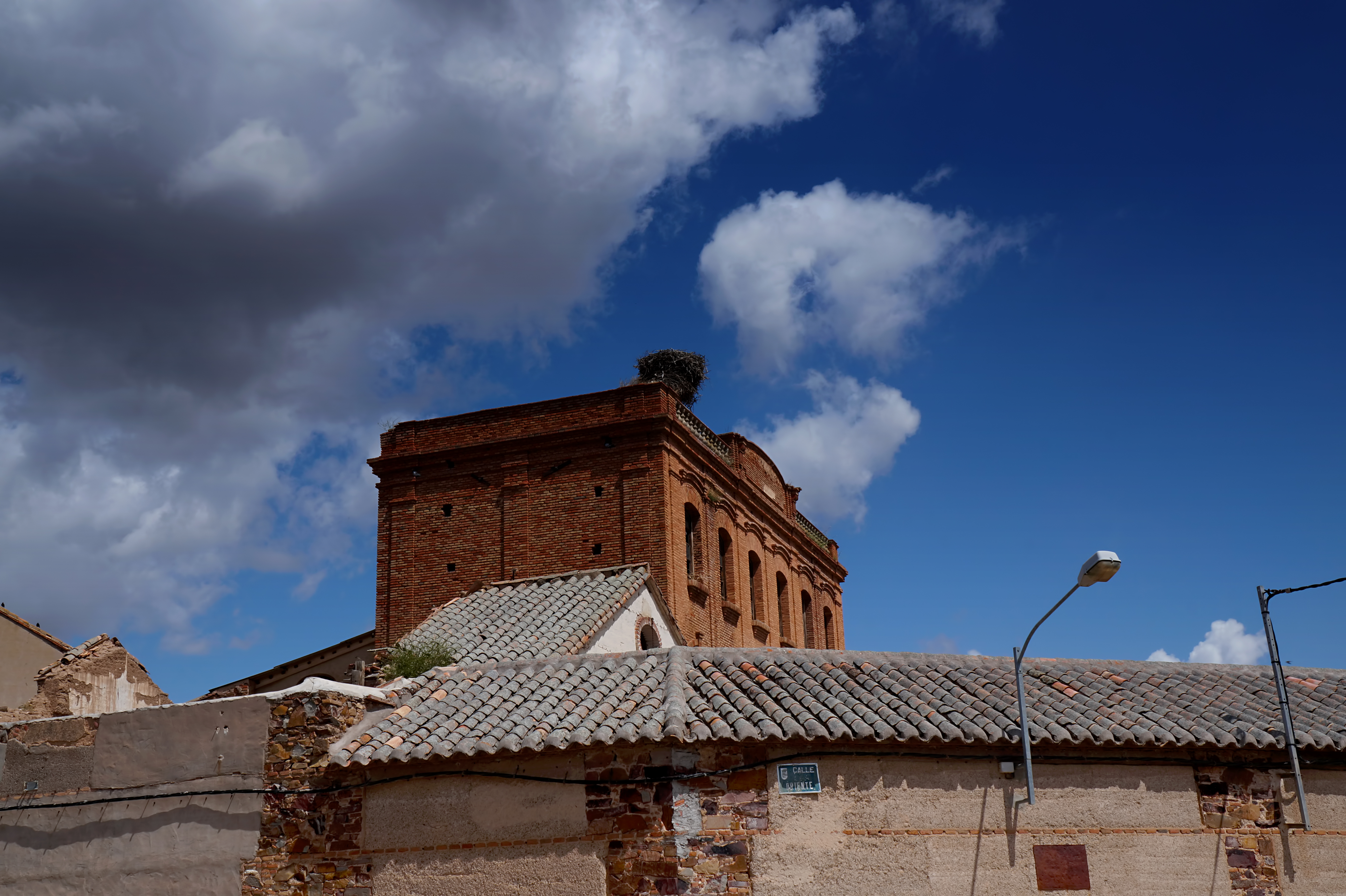
Edificio de la Fábrica de Harinas Nuestra señora del Valle, de Aldea del Rey. Data del año 1920

Aldea del Rey es un municipio español, situado en el sur de la provincia de Ciudad Real, en la comunidad autónoma de Castilla-La Mancha. Está situado a 26 km de Almagro.

## Geografía
Aldea del Rey se encuentra en la comarca del campo de Calatrava, a la margen izquierda del río Jabalón, afluente del río Guadiana.
| Noroeste: Argamasilla de Calatrava y Almagro | Norte: Valenzuela de Calatrava y Almagro | Noreste: Granátula de Calatrava |
| Oeste: Argamasilla de Calatrava              |                                          | Este: Calzada de Calatrava      |
| Suroeste: Puertollano                        | Sur: Villanueva de San Carlos            | Sureste: Calzada de Calatrava   |

### Vegetación
Típicamente mediterránea, se encuentra principalmente desarrollada en la zona de montes, con abundancia de matas: jaras, tomillo, romero, maraña, lentisco, retama, encina, etc.

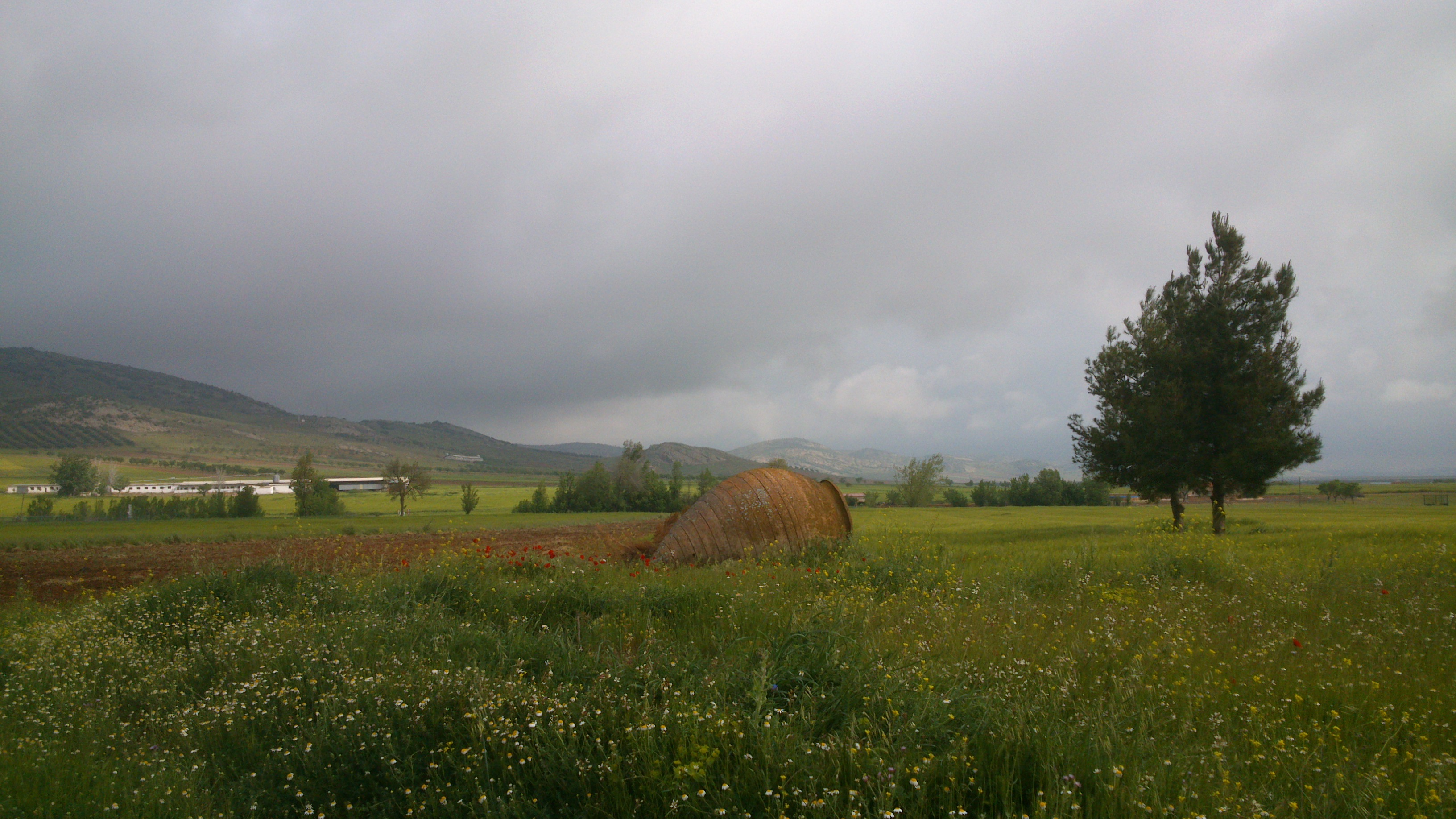
Campos circundantes

### Clima

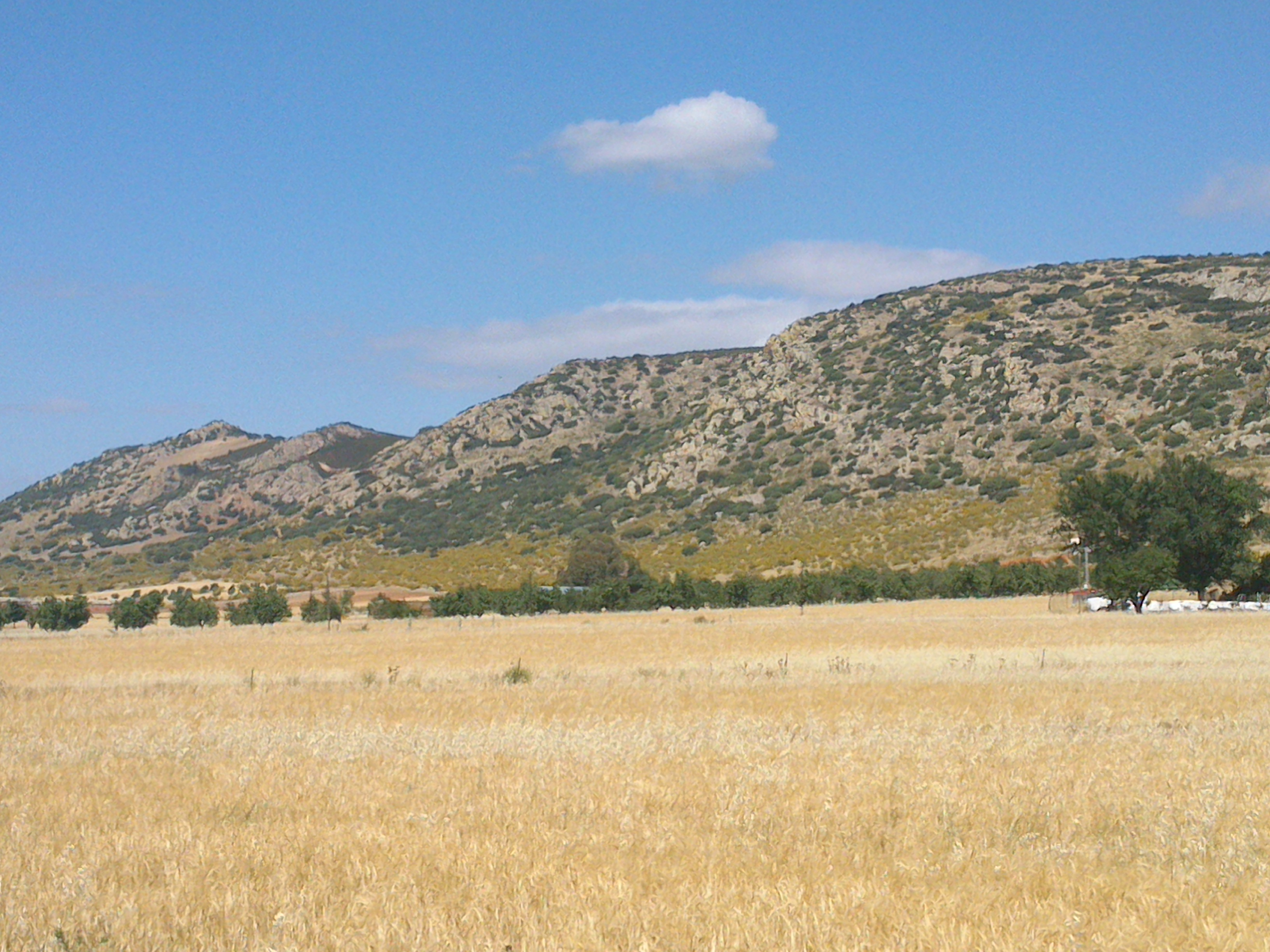
Sierras de Aldea del Rey

Seco y árido, típicamente continental, con inviernos fríos (-5 °C) y veranos secos y calurosos (40 °C). La temperatura media anual es de 15 °C. Pluviosidad anual media sobre 430 mm.

## Demografía
Aldea del Rey cuenta con una población de 1577 habitantes (INE 2024).
| Gráfica de evolución demográfica de Aldea del Rey entre 1842 y 2021                                                 |
| |
| Población de derecho según los censos de población del INE Población de hecho según los censos de población del INE |

## Historia
Aunque Aldea del Rey es una localidad ligada históricamente a la Orden de Calatrava, y concretamente al momento en que esta decide el traslado de su sede del Castillo de Calatrava La Vieja, situado en Carrión de Calatrava, al Castillo de Calatrava La Nueva situado en término de Aldea, su poblamiento urbano se remonta al Paleolítico Inferior y Medio, como lo demuestran algunos de los yacimientos encontrados en su término y próximos al río Jabalón.
Según los datos del Diccionario Geográfico de Madoz y el estudio de Hervás y Buendía, Aldea del Rey fue poblada en la época en la que el Convento de Calatrava se trasladó a su nueva residencia, como se ha mencionado anteriormente, pues en la Concordia del año 1245 el Arzobispo reclamaba a la Orden su terzuelo de esa villa, siéndole concedido. Además debía pagar 1260 mrv por el tributo de San Miguel y, como villa perteneciente a la Mesa Maestral, cobraba la misma mitad de las yerbas de un monte que vendía el Concejo y los dos tercios restantes del diezmo. Esto provocaría que los vecinos de Aldea del Rey se tomaran la justicia por su mano y expulsaran a cuchilladas de su término a los ganados y pastores de la Orden. Ante este hecho, el Convento promovió una querella, y el Capítulo General de la Orden dictó sentencia:
«El Sacro Convento podrá gozar con sus ganados de todos los pastos de sus términos concejiles, pastando sus yerbas, bebiendo las aguas, etc y pueden hacerlo los demás vecinos de dicha villa».
El Convento para el goce de sus dehesas se consideraba vecino pero no para sus cargas, por ser inmune y de la exclusiva jurisdicción del Priorato. Este privilegio era irritante en demasía por los abusos a los que daba lugar. Por esta razón y otras muchas entraron en la finca del Cobo a prender a los delincuentes y someterlos bajo su autoridad. Tras esto se emprendió otro pleito entre el Convento y éstos, siendo reconocida la autoridad local por el gobernador de Almagro y Consejo de las Órdenes, a donde el Convento apeló, confirmando a dicha granja en su inmunidad eclesiástica, pero negándose la civil que también pretendía. Después de todos estos litigios el Consejo de la Villa quedó arruinado y descendió en la mitad el número de habitantes, teniendo sólo a principios del siglo XVII, 120 vecinos.
Aldea del Rey fue separada de la Mesa Maestral por orden de Felipe II y elevada a la dignidad de Clavería, mandando construir un Palacio, que está frente a la Iglesia Parroquial, en donde tenía su Administración y silla el Clavero de la Orden.

## Monumentos y lugares de interés

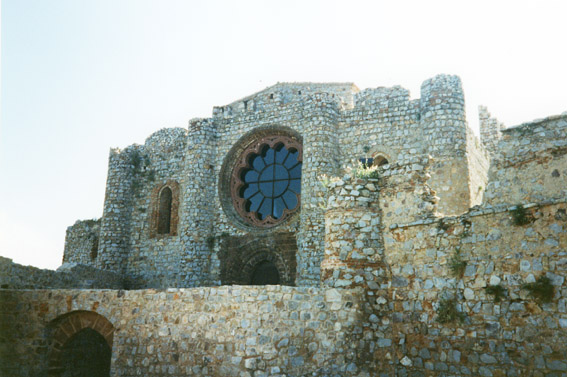
Castillo de Calatrava la Nueva

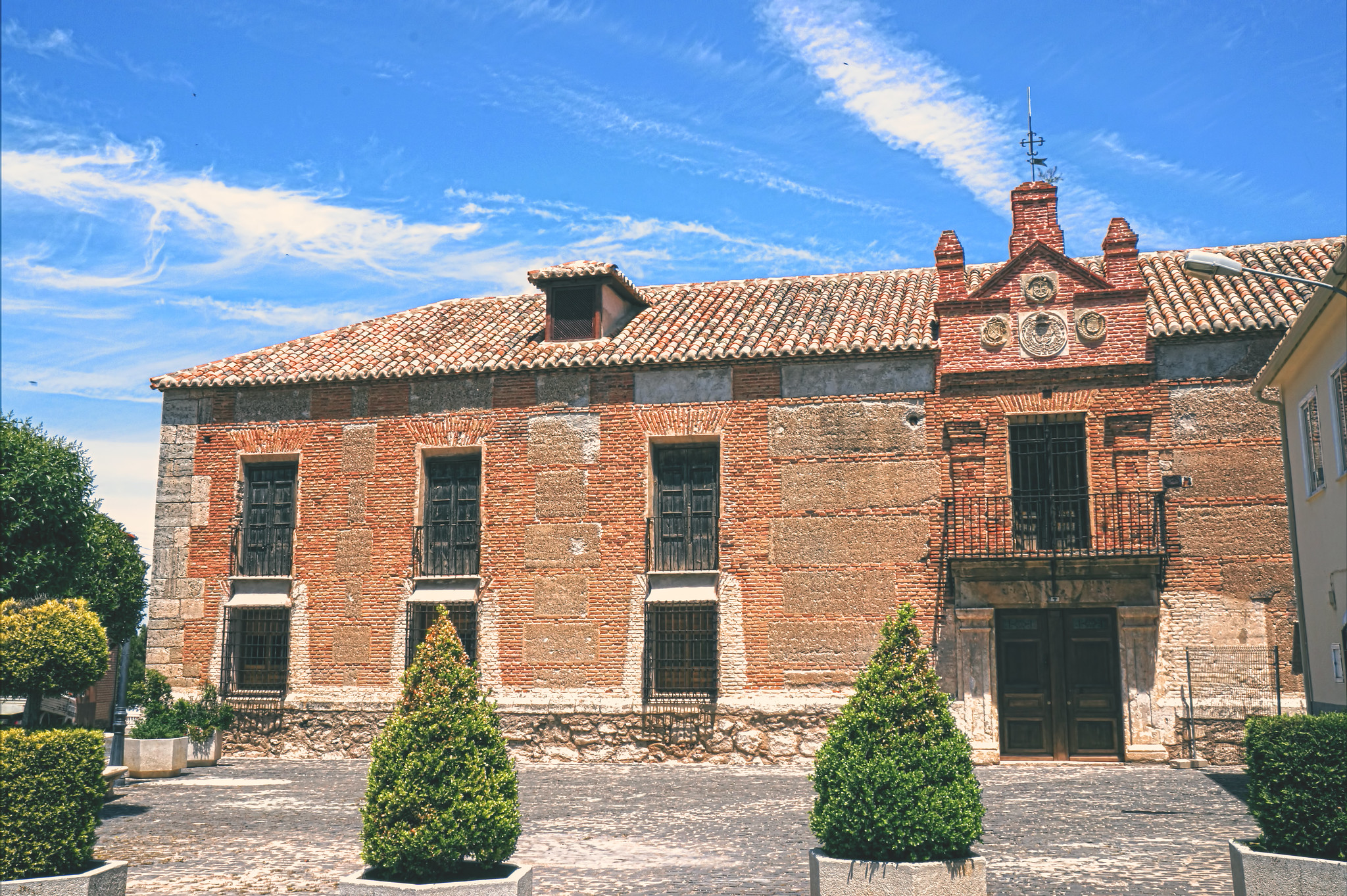
Fachada del Palacio de Clavería o del Norte, actualmente en proceso de restauración

- Sacro-Convento Castillo de Calatrava la Nueva: En su término se encuentra este castillo, sede de la Orden de Calatrava (visitable y en proceso de restauración).
- Palacio de Clavería: el palacio de la Clavería o Palacio Norte, fue fundado por Felipe II para albergar a los Claveros de la Orden de Calatrava, quienes custodiaban el castillo y convento de la orden mayor; está situado a las afueras de la localidad, en la zona limítrofe con el casco urbano. A pesar de su importancia histórico-artística, este monumento está incluido dentro de la Lista Roja de Patrimonio en peligro de la asociación Hispania Nostra. En la actualidad se encuentra en proceso de restauración.
- Ermita Nuestra Sra. del Valle (siglo XIV).
- Iglesia de San Jorge Mártir (siglo XIX).
- Fábrica de Harinas (siglo XIX).
- Yacimientos arqueológicos: «El Chiquero», «Vega de los Morales», «Barranco Blanco», «El Yezgo», «Terraza del Jabalón», «La Arenilla», el Yacimiento de la Higuera y los Baños del Barranco.

## Fiestas
- Navidad: diciembre-enero.
- Carnaval: febrero.
- Semana Santa: declarada de Interés Turístico Nacional.
- San Jorge Mártir: patrón de la localidad. Su festividad tiene lugar el último fin de semana de abril.
- Los Mayos»: noche del 30 de abril al 1 de mayo.
- San Isidro: tercer fin de semana de mayo.
- Nuestra Señora del Valle: Patrona de la localidad. Su festividad tiene lugar el 8 de septiembre.
- Santísimo Cristo del Consuelo: 14 de septiembre.
- Santa Cecilia: fin de semana más próximo al 22 de noviembre.